# نمایندگان مسیحی در مجلس شورای ملی ایران
اعطای حق داشتن یک نماینده مجلس برای مسیحیان ایرانی پس از مشروطیت، برای اولین بار در تاریخ کشورمان در ماده هفتم نظامنامه انتخابات دو درجه ای مصوب دهم تیرماه ۱۲۸۸ هجری شمسی پس از استبداد صغیر و فتح تهران، صورت پذیرفت.
اگرچه تا پنجاه و چهار سال بعد، به سبب ترکیب جمعیتی، این نماینده همیشه از ارامنه ایران انتخاب می‌شد، اما بنیان اولیه ورود اقلیت‌های دینی به مجلس بود و بعدها، با پیگیری‌های مداوم کلدانیان و آشوریان و موافقت افزایش این تعداد نمایندگان مسیحیان پس از ادغام مجلس سنا در مجلس شورای ملی و تغییراتی در قوانین در سال ۱۳۳۶، یک کرسی مستقلاً به آشوری - کلدانی‌ها تعلق گرفت که تا به امروز ادامه دارد؛ و اولین نماینده آشوری- کلدانی‌ها در دوره بیستم مجلس شورای ملی انتخاب شد، اما به سبب باطل شدن انتخابات، بالاخره در سال ۱۳۴۲ خورشیدی (۱۹۶۳ میلادی) در دوره بیست و یکم مجلس شورای ملی، این امر محقق شد.
پس از امضای فرمان مشروطیت در ۱۴ مرداد ۱۲۸۵، مجلس مؤسسان نظام‌نامه انتخابات مجلس شورای ملّی را در روز ۲۶ مرداد ۱۲۸۵ تهیه و در روز ۱۶ شهریور ۱۲۸۵ (۸ سپتامبر ۱۹۰۶) به امضای شاه رسید.
| دوره | شروع            | پایان            | ارامنه شمال و کلدانیاندوره ۲۰ام ارامنه مرکز و شمال | ارامنه جنوب        | کلدانیان و آشوریاندوره ۲۰ام به صورت مجاز | توضیحات |
| ---- | --------------- | ---------------- | -------------------------------------------------- | ------------------ | ---------------------------------------- | --- |
| ۱ام  | ۱۴ مهر ۱۲۸۵     |                  | آقای طباطبایی                                      |                    |                                          | مجلس اول پس از حمله قوای قزاق به مجلس و به توپ بستن آن در دوم تیرماه ۱۲۸۷ تعطیل شد.                                                  |
| ۲ام  | ۲۴ آبان ۱۲۸۸    | ۳ دی ۱۲۹۰        |                                                    | یوسف میرزایانس     |                                          | پس از فتح تهران در ۲۸ تیر ۱۳۸۸ مجلس عالی تشکیل شد و نظام‌نامه انتخابات دو درجه‌ای تصویب کرد که نماینده داشتن مسیحیان را نیز شامل می‌شد. |
| ۳ام  |                 |                  | یوسف میرزایانس                                     |                    |                                          | پس از سه سال تعطیلی مجلس، از ۱۴ آذر ۱۲۹۳ لغایت تا شروع جنگ جهانی اول به مدت حدود یکسال                                               |
| ۴ام  | اول تیر ۱۳۰۰    | ۳۰ خرداد ۱۳۰۲    |                                                    | یوسف میرزایانس     |                                          | |
| ۵ام  | ۲۲ بهمن ۱۳۰۲    | ۲۲ بهمن ۱۳۰۴     | سهراب ساگینیان                                     | آلکساندر آقایان    |                                          | |
| ۶ام  | ۱۹ تیر ۱۳۰۵     | ۲۲ مرداد ۱۳۰۷    | سهراب ساگینیان                                     | هوهانس خان ماسحیان |                                          | |
| ۷ام  | ۱۴ مهر ۱۳۰۷     | ۱۴ آبان ۱۳۰۹     | سهراب ساگینیان                                     | یوسف میرزایانس     |                                          | |
| ۸ام  | ۲۴ آذر ۱۳۰۹     | ۲۴ دی ۱۳۱۱       | سهراب ساگینیان                                     | یوسف میرزایانس     |                                          | |
| ۹ام  | ۲۴ اسفند ۱۳۱۱   | ۲۴ فروردین ۱۳۱۴  | سهراب ساگینیان                                     | یوسف میرزایانس     |                                          | |
| ۱۰ام | ۱۵ خرداد ۱۳۱۴   | ۲۲ خرداد ۱۳۱۶    | سهراب ساگینیان                                     | یوسف میرزایانس     |                                          | |
| ۱۱ام | ۲۰ شهریور ۱۳۱۶  | ۲۷ شهریور ۱۳۱۸   | سهراب ساگینیان                                     | جبرائیل بوداغیان   |                                          | |
| ۱۲ام | ۳ آبان ۱۳۱۸     | ۹ آبان ۱۳۲۰      | سهراب ساگینیان                                     | جبرائیل بوداغیان   |                                          | |
| ۱۳ام | ۲۲ آبان ۱۳۲۰    | ۱ آذر ۱۳۲۲       | سهراب ساگینیان                                     | جبرائیل بوداغیان   |                                          | |
| ۱۴ام | ۶ اسفند ۱۳۲۲    | ۲۱ اسفند ۱۳۲۴    | آرداشس آوانسیان                                    | آلکساندر آقایان    |                                          | |
| ۱۵ام | ۲۵ تیر ۱۳۲۶     | ۶ مرداد ۱۳۲۸     | آرام بوداغیان                                      |                    |                                          | |
| ۱۶ام | ۲۰ بهمن ۱۳۲۸    | ۲۹ بهمن ۱۳۳۰     | آرام بوداغیان                                      | پطروس آبکار        |                                          | |
| ۱۷ام | ۷ اردیبهشت ۱۳۳۱ | ۲۸ آبان ۱۳۳۲؟    | -                                                  | -                  |                                          | |
| ۱۸ام | ۲۷ اسفند ۱۳۳۱   | ۲۶ فروردین ۱۳۳۵  | سواک ساگینیان                                      | فلیکس آقایان       |                                          | |
| ۱۹ام | ۱۰ خرداد ۱۳۳۵   | ۲۹ خرداد ۱۳۳۹    | سواک ساگینیان                                      | فلیکس آقایان       |                                          | |
| ۲۰ام | ۲ اسفند ۱۳۳۹    | ۱۹ اردیبهشت ۱۳۴۰ | سواک ساگینیان                                      | فلیکس آقایان       | -                                        | انتخابات باطل شد… |
| ۲۱ام | ۱۴ مهر ۱۳۴۲     | ۱۳ مهر ۱۳۴۶      | فلیکس آقایان                                       | سواک ساگینیان      | ویلهلم ابراهیمی                          | پس از دو سال و نیم تعطیلی |
| ۲۲ام | ۱۴ مهر ۱۳۴۶     | ۹ شهریور ۱۳۵۰    | گاگیک هواکیمیان                                    | سواک ساگینیان      | ویلسون بیت‌منصور                          | |
| ۲۴ام | ۹ شهریور ۱۳۵۰   | ۱۶ شهریور ۱۳۵۴   | گاگیک هواکیمیان                                    |                    | ویلسون بیت‌منصور                          | |
| ۲۴ام | ۱۷ شهریور ۱۳۵۴  | انقلاب اسلامی    | اما آقایان                                         |                    | هرمز آشوریان                             | |

## یادداشت
1. ↑  مسیحیان وی را به عنوان جانشین نمایندة خود در مجلس قبول کرده بودند.
2. ↑  ولی وارد مجلس نشد
3. ↑   یا مساعد السلطنه (در ۲۵ تیر ۱۳۰۶ به سبب وزیر مختار ایران در لندن شدن، استعفا داد)
4. ↑  پیش از شروع بکار مجلس درگذشت